# レスコヴァツ
レスコヴァツ（セルビア語: Leskovac/Лесковац,発音: [lě̞skɔ̝v̞at͡s]）は、セルビア南部の都市および基礎自治体で、ヤブラニツァ郡の行政的な中心都市である。2002年の国勢調査による人口は市街で63,185人、周辺部を含めた基礎自治体全域では156,252人であった。

## 地理と気候
レスコヴァツの気候は穏やかな大陸性気候が際立たせており、非常に穏やかな冬と、ほどほどに暖かい夏がある。この地域には、山地や河川、湖、温泉、峡谷などといった、美しい自然が多様に存在する。

## 歴史

### 古代
紀元前8世紀のトラキア人によるブルニツァ文化（Brnjica）の跡がヒサール丘陵に見られ、深い堀と柵によって内側が守られている。同様の要塞はヴェリカ・モラヴァやクロアチアのグラダツ、ラニシュテ（Lanište）などでも見られる。鉄器時代の集落が紀元前6世紀から紀元前4世紀頃までヒサールには存在した。ギリシャの留め金や陶器、トラキア人の一部族であるトリバッリ（Triballi）の墓地が2005年に発見された。多地層からの考古学的な発見は、スコルディスキやトリバッリがレスコヴァツの盆地に、古代ローマ支配以前の紀元前1世紀以前より居住していたことを示している。

### 中世から20世紀
レスコヴァツの戦いが1454年9月24日にセルビア専制国とオスマン帝国との間で起こったが最終的にはセルビア側が勝利している。洗礼者ヨハネ教会が16世紀に建てられた。第一次セルビア蜂起やセルビア蜂起の間、セルビア正教会の建築は町では禁止されていたため、町の司祭者のための住居や煙突の追加と言うことでトルコの支配者を欺き、煙突を意図した名称であるオジャクリヤ（Odžaklija）と呼ばれる教会が建てられている。
レスコヴァツはベルリン条約後、オスマン帝国から完全に独立し、セルビアの領土となっているが完全な独立はオスマン帝国にとってバルカンにおいては交易にとって悪い影響となっているが、レスコヴァツは手工業であった麻のロープにより利益を得ておりバルカンでは著名であった。1878年までのオスマン支配時、レスコフシャとして知られニシュサンジャクの一部分であった。独立直後からは3台の水車が稼働し、この地域でレースが製造され始めている。1896年、企業の設立者たちは共同出資によって羊毛布の製造のためドイツ帝国から生産設備を購入している。これは町の郊外においては最初の工場となった。1903年、麻の加工工場が旧市街中心部の河岸の北側に造られている。1922年、テオカレヴィチ家（Teokarevic）が羊毛布工場をレスコヴァツ近くの小さな町であるヴチィエ（Vucje）に開業させた。1938年当時、民間企業による織物工場によりレスコヴァツでは2,560人が雇用されていた。1870年代は数千の麻加工者がレスコヴァツにおり、荷車150,000台分が製造されていた。

### 第二次世界大戦以降
第二次世界大戦時、レスコヴァツはミラン・ネディッチ下の傀儡国家の領域であった。1944年には連合国による激しい爆撃を受け、数千もの犠牲者が出る大惨事となった。激しい爆撃は1944年9月6日に発生し、町の中心部のほとんどは破壊され悲惨な状況となっていた。レスコヴァツはかつて「小マンチェスター」の愛称で知られたが、これは19世紀にマンチェスターに次ぐ唯一の存在であったためであった。有力な織物工業の中心としての地位は東ヨーロッパで社会主義が崩壊するまで続いていたが、ユーゴスラビアでの一連の民族紛争によるセルビア経済の孤立化や生産設備等の民営化の失敗などによってこの地域の経済は停滞している。コソボ紛争時の1999年4月12日に、NATOによるアライド・フォース作戦によってレスコヴァツ近くの鉄道橋が破壊され旅客が犠牲となった。この行為は激しく非難されている。

## 地区

### レスコヴァツ市街
- Lamele (Ламеле)
- Radničko (Радничко)
- Dubočica (Дубочица)
- Centar (Центар)
- Morava (Морава)
- Hisar (Хисар)
- Prva južnomravska brigada (Прва јужноморавска бригада)
- Rade Žunić (Раде Жунић)
- Marko Crni (Марко Црни)
- Kosta Stamenković (Коста Стаменковић)
- Veljko Vlahović (Вељко Влаховић)
- Milentije Popović (Милентије Поповић)
- Stojan Ljubić (Стојан Љубић)
- Moša Pijade (Моша Пијаде)

### 郊外・村落
- ( )内は人口。

Grdelica(2,400)・ Vučje (3,300)・Bratmilovce (3,500)・Vinarce (3,100)・Brestovac (Leskovac) (2,100)
Babičko (515)  • Badince (521)  • Barje (372)  • Belanovce (600)  • Beli Potok (629)  • Bistrica (79)  • Bobište (1782)  • Boćevica (151)  • Bogojevce (1571)  • Bojišina (245)  • Bratmilovce (3531)  • Brejanovce (364)  • Brestovac (2086)  • Bričevlje (241)  • Brza (1211)  • Bukova Glava (295)  • Bunuški Čifluk (505)  • Čekmin (915)  • Čifluk Razgojnski (335)  • Crcavac (141)  • Crkovnica (133)  • Crveni Breg (30)  • Čukljenik (636)  • Dedina Bara (802)  • Dobrotin (321)  • Donja Bunuša (306)  • Donja Jajina (1338)  • Donja Kupinovica (97)  • Donja Lokošnica (1060)  • Donja Slatina (300)  • Donje Brijanje (1487)  • Donje Krajince (764)  • Donje Sinkovce (1661)  • Donje Stopanje (1136)  • Donje Trnjane (289)  • Donji Bunibrod (644)  • Draškovac (791)  • Drćevac (309)  • Drvodelja (245)  • Dušanovo (236)  • Gagince (132)  • Golema Njiva (118)  • Gorina (732)  • Gornja Bunuša (633)  • Gornja Jajina (637)  • Gornja Kupinovica (189)  • Gornja Lokošnica (134)  • Gornja Slatina (210)  • Gornje Krajince (786)  • Gornje Sinkovce (454)  • Gornje Stopanje (1756)  • Gornje Trnjane (250)  • Gornji Bunibrod (762)  • Gradašnica (472)  • Grajevce (404)  • Graovo (277)  • Grdanica (605)  • Grdelica (2383)  • Grdelica (1172)  • Guberevac (1875)  • Igrište (292)  • Jarsenovo (428)  • Jašunja (514)  • Jelašnica (289)  • Kaluđerce (206)  • Karađorđevac (417)  • Kaštavar (68)  • Koraćevac (192)  • Kovačeva Bara (167)  • Kozare (362)  • Krpejce (47)  • Kukulovce (298)  • Kumarevo (825)  • Kutleš (651)  • Ličin Dol (139)  • Lipovica (1287)  • Mala Biljanica (207)  • Mala Grabovnica (275)  • Mala Kopašnica (255)  • Manojlovce (778)  • Međa (872)  • Melovo (63)  • Milanovo (546)  • Miroševce (1053)  • Mrkovica (14)  • Mrštane (1431)  • Nakrivanj (1315)  • Navalin (898)  • Nesvrta (128)  • Nomanica (317)  • Novo Selo (120)  • Oraovica (152)  • Oraovica (2210)  • Orašac (582)  • Oruglica (173)  • Padež (58)  • Palikuća (387)  • Palojce (484)  • Pečenjevce (1776)  • Petrovac (108)  • Piskupovo (216)  • Podrimce (283)  • Predejane (1222)  • Predejane (491)  • Presečina (448)  • Priboj (642)  • Radonjica (903)  • Rajno Polje (739)  • Ravni Del (78)  • Razgojna (904)  • Rudare (551)  • Šainovac (216)  • Šarlince (854)  • Šišince (639)  • Slatina (639)  • Slavujevce (431)  • Smrdan (155)  • Strojkovce (1344)  • Stupnica (402)  • Suševlje (228)  • Svirce (436)  • Todorovce (521)  • Tulovo (739)  • Tupalovce (380)  • Turekovac (1794)  • Velika Biljanica (516)  • Velika Grabovnica (1452)  • Velika Kopašnica (676)  • Velika Sejanica (791)  • Veliko Trnjane (1013)  • Vilje Kolo (11)  • Vina (232)  • Vinarce (3090)  • Vlase (584)  • Vučje (3258)  • Žabljane (724)  • Zagužane (339)  • Zalužnje (482)  • Živkovo (669)  • Žižavica (189)  • Zloćudovo (271)  • Zlokućane (217)  • Zoljevo (259)

## 交通
レスコヴァツは交通の要衝で、セルビアからマケドニア、ギリシャ方面へ向かう列車がレスコヴァツを経由する。毎日19本の列車がレスコヴァツに停車している。鉄道が最初に敷かれたのは1886年のことで、今日ではセルビアでもっとも新しくモダンな駅が整備されている。バス交通はよく発達している。幹線道路では欧州自動車道路75号線（E75）が通っており、ハンガリーやマケドニアなどと結ばれている。地域間の道路ではレスコヴァツからボシレグラード、ピロト、コソボのプリシュティナなどへと結ばれている。レスコヴァツからニシュまでは45km、ベオグラードまでは280km、ブルガリアのソフィアまでは155kmの距離である。レスコヴァツの地域空港はスポーツや農業用に使用されている。夏にはエアタクシーなどにも使われる。レスコヴァツ最寄りの国際空港はニシュ・コンスタンティヌス大帝空港である。

## 行事

### ロシュティリヤダ
ロシュティリヤダ（Roštiljijada）と呼ばれる、バーベキューの祭典が毎年9月に行われる。期間中大通りは通行止めとなり、5日間にわたりイベントが行われ、通りに沿って食べ物の屋台が軒を連ねている。セルビア中から人を集めており、巨大なバーガーであるプリェスコヴィツァ（Pljeskavica）などの競技会なども行われている。この時季のレスコヴァツでは、特に注目されるイベントとなっている。

### シアーターマラソン
シアターマラソンが毎年11月に9日間開催されている。セルビア中の国立劇場がナードノム劇場で上演を行っている。
この他にも映画祭やカーニバル等がここレスコヴァツは行われている。

## 姉妹都市
- キュステンディル、ブルガリア
- プロヴディフ、ブルガリア
- シリストラ、ブルガリア